# Anathallis lichenophila
Anathallis lichenophila là một loài thực vật có hoa trong họ Lan. Loài này được (Porto & Brade) Luer mô tả khoa học đầu tiên năm 2007.